# Pere Aulet Ferretjans
Pere Aulet Ferretjans, nascut a Llucmajor, Mallorca, en el segle xix, fou un destacat capità de vaixell mallorquí.
Pere Aulet és reconegut per haver inaugurat amb el vapor Santueri la ruta Portocolom, Felanitx, Mallorca, i la ciutat francesa de Seta el 1883, dedicada a l'exportació de vi mallorquí cap a França. També comandà altres vapors com el Lulio i el Bellver de la companyia Isleña Marítima.